# Acacia duriuscula
Acacia duriuscula är en ärtväxtart som beskrevs av William Vincent Fitzgerald. Acacia duriuscula ingår i släktet akacior, och familjen ärtväxter. Inga underarter finns listade i Catalogue of Life.